# Cecilia Olsson
Augusta Georgina Cecilia "Cissi" Olsson, född 29 augusti 1906 i Stockholm, död 21 april 1989 i Danderyd, var en svensk dansare, koreograf och danslärare. Hon var en av Kungliga Teaterns baletts mest framstående dansare under 1930- och 1940-talen. Under dessa år dansade hon många av de stora rollerna i en rad nyskapade verk. Mellan åren 1938 och 1957 var hon gift direktör Sten Axel Åhrberg.

## Biografi
Kungliga Teatern var inte en främmande plats för Cecilia Olsson då hon växte upp i en familj som i flera generationer varit knuten dit. Hennes mormor hade varit figurantska och modern, Anna Thelander, dansös där. Hennes första lärare på elevskolan, som hon började i som sexåring, var Gunhild Rosén, som under många år var både chef för elevskolan och balettmästare. Hon hade även Valborg Franchi, som efterträdde Gunhild Rosén som lärare. Vid den här tidpunkten var intresset för dansen vid Kungliga Teatern inte så stort. Efter anställning som först premiärelev och figurantska utnämndes Cecilia Olsson direkt till premiärdansös 1928 utan att först, som var normalt, vara sekonddansös. Hennes genombrott kom i rollen som Svanhilda i baletten Coppelia. Hon dansade rollen för första gången 1928 och innehade den under flera år. Samma år dansade hon även i Michel Fokines balett Sylfiderna.
I slutet av 1930-talet hade Cecilia Olsson ledande roller i en rad verk som Kungliga Teaterns balettmästare skapade, exempelvis i Julian Algos Orfeus i sta'n, 1938. Hon ansågs ha en stark dramatisk utstrålning och mycket temperament som placerade henne i olika karaktärsroller. George Gé, som var balettmästare vid Kungliga Teatern 1939–1948, gav henne rollerna som Bruden i Sån't händer, 1940, och Bagala i Lualaba, 1944, och Krögerskan i Johannesnatten, 1948.
I början av 1950-talet fick Cecilia Olsson möjlighet att utveckla sitt intresse för koreografi och inte minst 1700-talets stildanser och äldre baletter på Drottningholms slottsteater. År 1949 iscensatte hon andra akten av Giselle efter Alexandre Volinines bearbetning av originalkoreografin. Baletten hade inte dansats i Sverige sedan 1845. Hon gjorde koreografin till Paganini, en dramatisk balettfantasi i tre tablåer av Rachmaninov och Fokin 1952 och år 1954 koreograferade och iscensatte hon Pantalones misslyckade kärleksäfventyr.
Tillsammans med Gösta Knutsson skrev Cecilia Olsson librettot till Pelle Svanslös. Äventyr för stora och små, ett spel med musik och dans. Erland von Koch stod för musiken, Cecilia Olsson för koreografin och regin. Premiären ägde rum i mellandagarna 1949 och under tre års tid spelades föreställningen 38 gånger.
När Cecilia Olsson lämnat scenen öppnade hon dansskola, först i Helsingborg och sedan i Täby.

## Teater

### Koreografi
| År   | Produktion                                                                | Upphovsmän                                                   | Regi             | Teater                   |
| ---- | ------------------------------------------------------------------------- | ------------------------------------------------------------ | ---------------- | ------------------------ |
| 1964 | Romeo och Julia The Tragedy of Romeo and Juliet                           | William Shakespeare Översättning Karl Ragnar Gierow          | Per Sjöstrand    | Helsingborgs stadsteater |
| 1965 | Den bästa av världar                                                      | Jan Moen                                                     | Hans Bergström   | Helsingborgs stadsteater |
| 1965 | Mor Courage och hennes barn Mutter Courage und ihre Kinder                | Bertolt Brecht Översättning Brita Edfelt och Johannes Edfelt | Per Sjöstrand    | Helsingborgs stadsteater |
| 1966 | Jeppe på berget Jeppe paa Bierget                                         | Ludvig Holberg Översättning Per Erik Wahlund                 | Gunnar Skar      | Helsingborgs stadsteater |
| 1966 | Harlekin och Colombina Harlekin og Columbine, eller Klovnen som barnepike | Arne Svenneby Översättning Per Sjöstrand                     | Gunnar Skar      | Helsingborgs stadsteater |
| 1967 | Skälmarnas triumf Los intereses creados                                   | Jacinto Benavente                                            | Lennart Kollberg | Helsingborgs stadsteater |